# Оно, Нацумэ
Нацумэ Оно (яп. オノ ナツメ Оно Нацумэ, род. 9 июля 1977) — японская мангака.
Впервые Нацумэ стала известна в 2003 году, благодаря веб-комиксу La Quinta Camera, который позже был опубликован японским издателем. Некоторые из работ были опубликованы на английском языке компанией Viz Media. В 2011 году в журнале Ikki была выпущена её новая работа с пилотным названием. В интервью в Нью-Йорке художница открыла секрет, сказав, что эта манга будет исторической, действие её будет проходить в период Эдо, что похоже на другую её работу, House of Five Leaves. Название манги — Futagashira (яп. ふたがしら футагасира), и она начала публикацию в июльском номере журнала Ikki.

## not simple
not simple — драматическая манга, придуманная и иллюстрированная Нацумэ Оно. Манга выпускалась сначала в журнале Comic SEED!, издательства Пэнгуин Сёбо в стандартной форме, затем переиздана в коллекционном формате в ежемесячном журнале Ikki, издательства Сёгакукан. Манга выпускалась с сентября 2004 по ноябрь 2005 года, содержит в себе 14 глав, объединённых в один том.
Главный герой манги Иан — молодой юноша из неблагополучной семьи, который путешествует из Австралии в Англию, затем в Америку. Всё это он делает в надежде найти свою родную любимую сестру. Вначале история Иана разворачивается в обратном порядке, затем — с точки зрения Джима, журналиста, который заинтересовался жизненной историей Иана и описал её в своём личном романе.

## Работы
- Tesoro — Ono Natsume Shoki Tanpenshuu (1998—2008)
- La Quinta Camera (2003)
- not simple (2004—2005)
- Kuma to Interi (2005)
- Ristorante Paradiso (2006)
- Danza (2007)
- Amato Amaro (2007)
- Nobou no Shiro (Nobou’s Castle) (2007)
- Tesoro (2007)
- Gente (2007—2009)
- Gad Sfortunato (2007—2009)
- House of Five Leaves (2007—2010)
- Coppers (2008)
- Naka-san no Nagare (2008—2011)
- Tsuratsurawaraji (2009—2012)[3]
- Nigeru Otoko (2010—2011)
- Futagashira (2011)
- GB Park (2011—2013)
- ACCA: 13-ku Kansatsu-ka (2013)